# Nazionale femminile di rugby a 7 dell'Argentina
La nazionale di rugby a 7 femminile dell'Argentina (in spagnolo Selección femenina de rugby 7 de Argentina) è la selezione femminile che rappresenta l'Argentina a livello internazionale nel rugby a 7.
La selezione non partecipa stabilmente alle World Rugby Sevens Series femminili e finora non ha mai partecipato alla Coppa del Mondo di rugby a 7. Ha partecipato, su invito, ai Sevens Series nel 2013, nel 2014 e nel 2017. Nei giochi sudamericani del 2014 e in quelli del 2018 è arrivata seconda.
Dal 2015 la selezione è allenata da Nahuel García.

## Partecipazioni ai principali tornei internazionali
- 2009: n.p.
- 2013: n.q.
- 2018: n.q.

- 2012-13: 15º posto
- 2013-14: 16º posto
- 2016-17: 15º posto

- 2015: 4º posto
- 2019: 5º posto

- 2014:  2º posto
- 2018:  2º posto